# Abu Mena
Abu Mena – ruiny starożytnego miasta położonego na zachód od Delty Nilu, niedaleko Aleksandrii. Stanowisko zostało w 1979 roku wpisane na listę światowego dziedzictwa UNESCO. W 2001 roku obiekt został uznany za zagrożony, gdyż wilgotnienie gleby grozi zawalaniem się zabudowań.
Impulsem do rozwoju miasta był ruch pielgrzymkowy do grobu św. Menasa, który zmarł ok. 300 roku. Nad grobem świętego wzniesiono okazały kościół, na użytek pielgrzymów wybudowano ulice, sklepy, bazyliki, baptysteria i termy. Do dziś w całej Europie odkopywane są ampułki św. Menasa, pochodzące z sanktuarium.
Miasto zostało porzucone w XI wieku. W połowie XX wieku w Abu Mena został założony klasztor koptyjski, będący dziś ważnym ośrodkiem chrześcijaństwa w Egipcie.

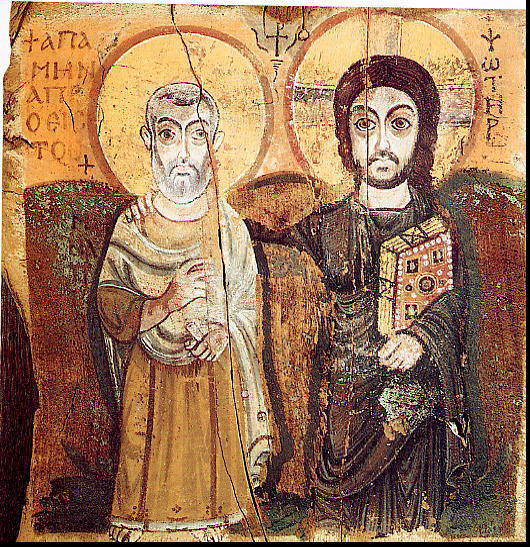
Św. Menas i Chrystus na VI-wiecznej ikonie egipskiej